# Filippo Pelati
Filippo Pelati (22 de marzo de 2007) es un deportista italiano que compite en natación sincronizada. Ganó dos medallas en el Campeonato Mundial de Natación de 2025 y seis medallas en el Campeonato Europeo de Natación, en los años 2024 y 2025.

## Palmarés internacional
| Campeonato Mundial | Campeonato Mundial  | Campeonato Mundial | Campeonato Mundial |
| Año                | Lugar               | Medalla            | Prueba             |
| ------------------ | ------------------- | ------------------ | ------------------ |
| 2025               | Singapur (Singapur) | Medalla de bronce  | Solo libre         |
| 2025               | Singapur (Singapur) | Medalla de bronce  | Dúo técnico mixto  |
| Campeonato Europeo |                     |                    |                    |
| Año                | Lugar               | Medalla            | Prueba             |
| 2024               | Belgrado (Serbia)   | Medalla de plata   | Dúo técnico mixto  |
| 2024               | Belgrado (Serbia)   | Medalla de plata   | Dúo libre mixto    |
| 2025               | Funchal (Portugal)  | Medalla de plata   | Solo técnico       |
| 2025               | Funchal (Portugal)  | Medalla de plata   | Solo libre         |
| 2025               | Funchal (Portugal)  | Medalla de plata   | Dúo libre mixto    |
| 2025               | Funchal (Portugal)  | Medalla de bronce  | Dúo técnico mixto  |